# Hallinsgade
Hallinsgade er en gade i Kartoffelrækkerne i København, opkaldt efter Niels Hallin (1832–1870), der var formand for Arbejdernes Byggeforening ved dens stiftelse. Byggeforeningen stod bag opførelsen af de historiske arbejderboliger i Kartoffelrækkerne.
På det sydlige hjørne af Øster Farimagsgade ligger en større ejendom, der tidligere har huset en købmandsforretning. Butikker var tidligere almindelige i næsten alle hjørneejendomme i området.